# Park Dong-hyuk
Park Dong-hyuk (Seúl, Corea del Sur, 18 de abril de 1979) es un exfutbolista surcoreano.

## Selección nacional
Fue internacional con la selección de fútbol de Corea del Sur, con la que jugó 18 partidos internacionales.

## Clubes
| Club                   | País          | Año         |
| ---------------------- | ------------- | ----------- |
| Jeonbuk Hyundai Motors | Corea del Sur | 2002-2005   |
| Ulsan Hyundai          | Corea del Sur | 2006-2008   |
| Gamba Osaka            | Japón         | 2009        |
| Kashiwa Reysol         | Japón         | 2009 - 2012 |

## Palmarés

### Campeonatos nacionales
| Título        | Club                   | País          | Año  |
| ------------- | ---------------------- | ------------- | ---- |
| Korean FA Cup | Jeonbuk Hyundai Motors | Corea del Sur | 2003 |
| Korean FA Cup | Jeonbuk Hyundai Motors | Corea del Sur | 2005 |
| J1 League     | Kashiwa Reysol         | Japón         | 2011 |

### Copas internacionales
| Título               | Club          | País          | Año  |
| -------------------- | ------------- | ------------- | ---- |
| Copa de Campeones A3 | Ulsan Hyundai | Corea del Sur | 2006 |